# Olszanycia
Olszanycia (ukr. Ольшаниця, pol. hist. Olszanica) – wieś na Ukrainie, w obwodzie kijowskim, w rejonie białocerkiewskim.